# アナ・ルシア (小惑星)
アナ・ルシア (3848 Analucia) は、小惑星帯の小惑星。アンリ・ドゥブオーニュがチリのラ・シヤ天文台で発見した。
発見者の友人のアナ・ルシア・マルティンに因んで名付けられた。